# Úherčice

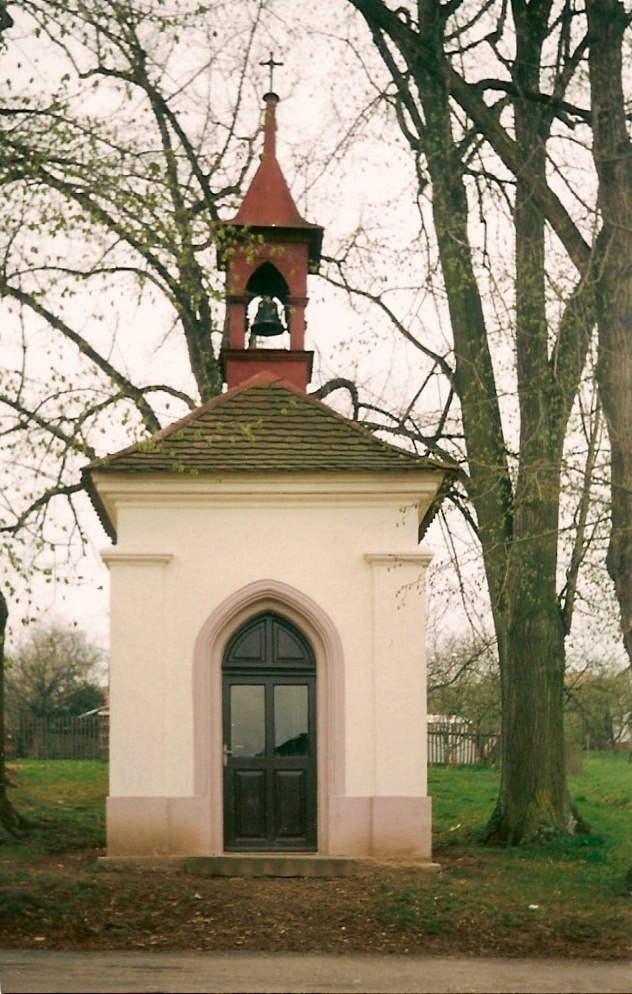
Kapelle der Jungfrau Maria

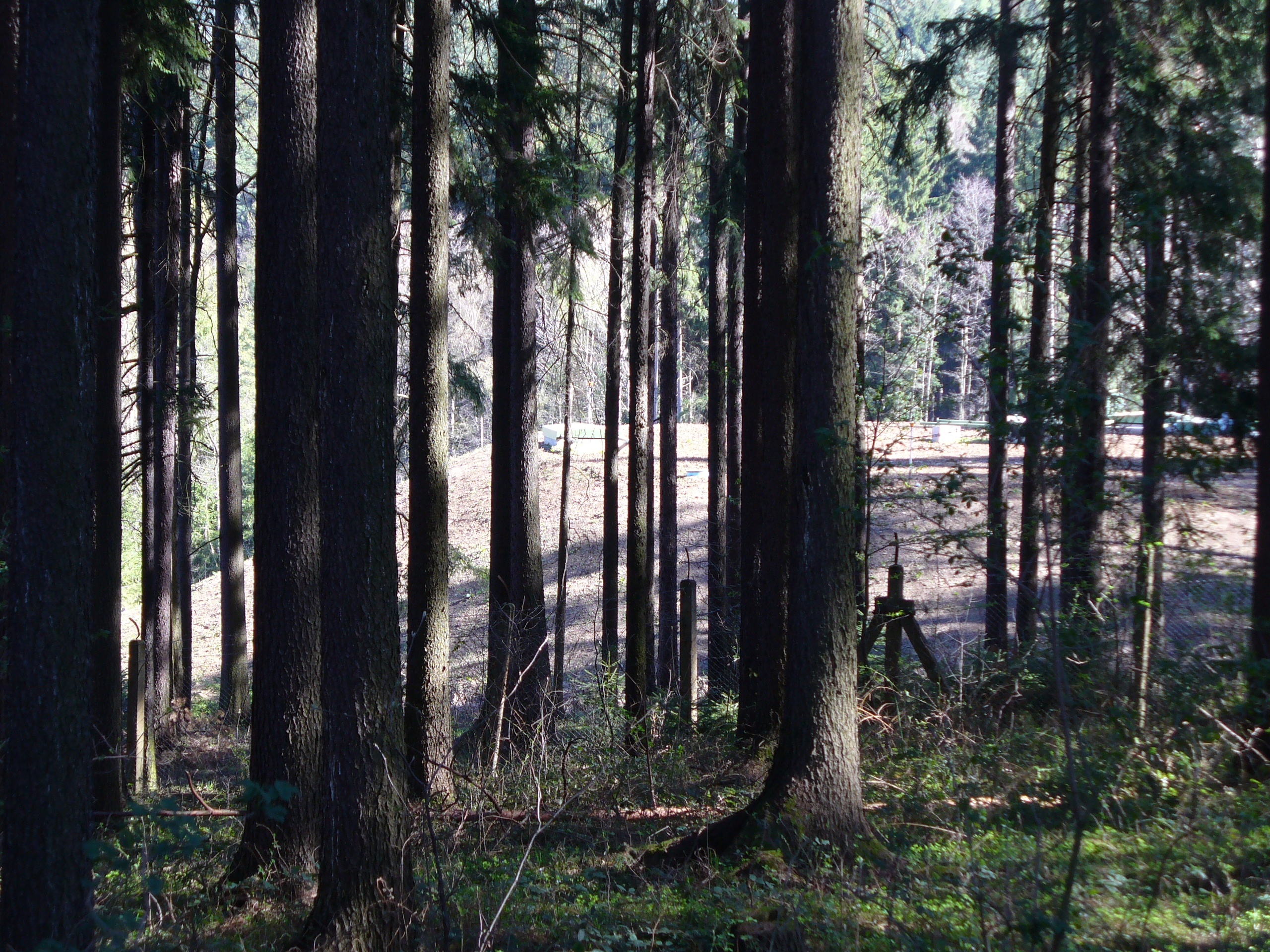
Reservoir Vrbice I

Úherčice (deutsch Auhertschitz) ist eine Gemeinde in Tschechien. Sie liegt vier Kilometer südöstlich von Heřmanův Městec und gehört zum Okres Chrudim.

## Geographie
Úherčice befindet sich zwischen den Tälern des Zdechovický potok und der Bylanka im Eisengebirge (Železné hory). Westlich des Dorfes verläuft die Staatsstraße II/341 zwischen Heřmanův Městec und Seč. Nördlich erhebt sich der Palác (382 m n.m.), im Osten die Holičská jedlina (388 m n.m.), südöstlich der Smrt (461 m n.m.), im Süden der U Posedu (416 m n.m.) und südwestlich die Kamenatka (441 m n.m.). Südöstlich des Dorfes liegt das Militärkraftstofflager Vrbice I, es ist mit dem Lager Vrbice II bei Kostelec u Heřmanova Městce durch eine Rohrleitung verbunden.
Nachbarorte sind Chotěnická Dubina und Radlín im Norden, Březina, Bačalský Mlýn und Dlubín im Nordosten, Holičky im Osten, Dolany, Pohled und Zbyhněvice im Südosten, Cítkov, Vápenný Podol und Nerozhovice im Süden, Tasovice im Südwesten, Na Obci im Westen sowie Zdechovice,  V Paláci und Heřmanův Městec im Nordwesten.

## Geschichte
Die erste Erwähnung des Ortes erfolgte 1392. Seit 1661 gehört das Dorf zur Herrschaft Heřmanův Městec. 1798 verkauften die Grafen von Sporck die Herrschaft an den Freiherren von Greiffenclau, ab 1828 gehörte sie den Fürsten Kinsky.
Im Jahre 1835 bestand das im Chrudimer Kreis gelegene Dorf Auhertschitz bzw. Auherčice aus 16 Häusern, in denen 98 Personen lebten. Pfarrort war Heřmanmiestetz. Bis zur Mitte des 19. Jahrhunderts blieb Auhertschitz der Allodialherrschaft Heřmanmiestetz untertänig.
Nach der Aufhebung der Patrimonialherrschaften bildete Ouherčice ab 1849 einen Ortsteil der Gemeinde Morašice im Gerichtsbezirk Chrudim. Ab 1868 gehörte das Dorf zum politischen Bezirk Chrudim.
1919 löste sich Ouherčice von Morašice los und bildete eine eigene Gemeinden. Der Gemeindename wurde 1924 in Úherčice geändert. Zdechovice (mit Obícka) wurde 1949 von Kostelec u Heřmanova Městce nach Úherčice umgemeindet. Am 1. April 1974  wurde Úherčice in die Stadt Heřmanův Městec eingemeindet. Zum 1. Januar 1993  wurde Úherčice wieder selbständig.
Úherčice ist ein ruhiger Ort ohne Industrie und mit Ausblick auf das Riesen-, das Adler- und das Altvatergebirge.

## Gemeindegliederung
Für die Gemeinde Úherčice sind keine Ortsteile ausgewiesen. Zu Úherčice gehören die Ansiedlungen Na Obci und Zdechovice. Grundsiedlungseinheiten sind Úherčice  und Zdechovice.

## Sehenswürdigkeiten
+ Kapelle der Jungfrau Maria, errichtet 1898–1899. sie wurde im Jahre 2008 saniert.
- Wüste Burg Rozpakov, südlich des Dorfes
- Wildgehege Úherčice
- Wildgehege Janovice